# Стрілянина в Сан-Ісідро
Стрілянина у «Макдональдсі» в Сан-Ісідро — масове вбивство, яке сталося у ресторані Макдональдс в районі Сан-Ісідро в Сан-Дієго, штат Каліфорнія, 18 липня 1984 року. Злочинець, 41-річний Джеймс Г'юберті, застрелив насмерть 21 людину та поранив 19 інших, перш ніж був убитий поліцейським снайпером приблизно через 77 хвилин після того, як уперше відкрив вогонь.
На той час ця подія була найбільш смертоносною масовою стріляниною, здійсненою самотнім злочинцем в історії США (сім років потому її перевершила стрілянина у Лубі), а станом на грудень 2023 року залишається найбільш смертоносною масовою стріляниною в історії Каліфорнії.

## Хронологія

### Перед інцидентом
15 липня 1984 року Джеймс Г'юберті сказав своїй дружині Етні, що він підозрює в себе проблеми з психічним здоров'ям. Вранці 17 липня він зателефонував до психіатричної клініки Сан-Дієго з проханням записати його на прийом. Залишивши свої контактні дані, він був впевнений, що клініка передзвонить йому протягом декількох годин. За словами його дружини, він кілька годин тихо сидів біля телефону, чекаючи на дзвінок, а потім раптово вийшов із сімейного дому та поїхав у невідомому напрямку на своєму мотоциклі. Г'юберті не знав, що оператор помилково записав його прізвище як «Шуберті»; до того ж, з огляду на ввічливість клієнта, оператор не зрозумів терміновості справи, тому дзвінок був зареєстрований як «некризовий» запит, який мав бути оброблений протягом 48 годин.
Приблизно через годину Г'юберті повернувся додому в задоволеному настрої. Після обіду він, його дружина та їх дві доньки (віком 12 і 10 років) їздили на велосипедах у сусідній парк. Пізніше того ж вечора він і Етна разом переглядали фільм.

### 18 липня 1984
Наступного ранку — у середу, 18 липня — Г'юберті повіз свою дружину та дочок до зоопарку Сан-Дієго. Під час прогулянки він розповів дружині, що його життя фактично закінчилося. Згадуючи про те, що психіатрична клініка не відповіла на його телефонний дзвінок минулого дня, він сказав: «Що ж, у суспільства був шанс». Пообідавши в ресторані McDonald's в районі Клермонт в Сан-Дієго, родина Г'юберті повернулася додому.
Незабаром після цього Г'юберті увійшов до своєї спальні в темно-бордовій футболці та зелених камуфляжних брюках. Він нахилився до Етни, що відпочивала на їхньому ліжку і сказав: «Я хочу поцілувати тебе на прощання». Етна поцілувала чоловіка і запитала куди він йде, заявивши про свій намір незабаром приготувати сімейну вечерю. Г'юберті спокійно відповів, що «їде полювати… полювати на людей». Етна не сприйняла цю заяву свого чоловіка серйозно, оскільки він часто казав подібні речі протягом усього їхнього шлюбу. Тримаючи рушницю та коробку з патронами і оберемок, загорнутий у картату ковдру, Г'юберті поглянув на старшу доньку Зелію, і, йдучи до вхідних дверей, сказав: «До побачення. Я не повернуся». У жовтні 1984 року Зелія пригадувала, що подумала тоді, ніби батько збирається лише робити вправи зі стрільби, оскільки він часто робив так, коли був розгніваний.
За словами очевидців, Г'юберті поїхав спочатку до супермаркету Big Bear, а потім до відділення пошти США, перш ніж заїхати на автостоянку ресторану McDonald's приблизно в 180 м від своєї квартири на Averil Road.

### Вбивства
| - Ельза Герлінда Борбоа-Фірро* (19) - Нева Деніз Кейн* (22) - Мішель Дін Карнкросс (18) - Марія Елена Кольменеро-Сільва (19) - Глорія Лопес Гонсалес (22) - Блайт Ріган Еррера (31) - Матао Еррера (11) - Пауліна Акіно Лопес* (21) - Маргарита Паділья* (18) | - Клаудія Перес (9) - Хосе Рубен Лосано-Перес (19) - Карлос Рейес (8 місяців) - Джекі Лінн Райт Рейес (18) - Віктор Максміліан Рівера (25) - Арісделсі Вуельвас-Варгас (31) - Уго Луїс Веласкес Васкес (45) - Лоуренс Герман Верслюйс (62) |

Вбиті біля ресторану:
| - Девід Флорес Дельгадо (11) - Омарр Алонсо Ернандес (11) | - Мігель Вікторія-Уллоа (74) - Аїда Веласкес Вікторія (69) |

Поранені:
| - Хуан Акоста (33) - Джон Арнольд* (16) - Ентоні Аткінс (36) - Астольфо Сехундо (26) - Джошуа Коулмен (11) - Гвадалупе-дель-Ріо (24) - Астольфо Фелікс (31) - Карліта Фелікс (4 місяці) - Марісела Фелікс (23) | - Рональд Еррера (33) - Альберт Леос* (17) - Франсіско Лопес* (22) - Аврора Пенья (11) - Імельда Перес (15) - Марія Рівера (25) - Мірейя Рівера (4) - Кіт Томас (12) - Хуан Токано (33) - Кеннет Віллегас* (22) |

Приблизно о 15:56 18 липня Г'юберті заїхав на своєму чорному седані Mercury Marquis на стоянку ресторану McDonald's на бульварі Сан-Ісідро. Він мав при собі 9-мм напівавтоматичний пістолет Browning HP, 9-мм пістолет-кулемет Uzi, помпову рушницю Winchester Model 1200 12-го калібру, коробку і тканинний мішок, наповнені сотнями патронів до кожної зброї. Загалом у ресторані на той момент знаходилося 45 клієнтів.
Увійшовши до ресторану через кілька хвилин, Г'юберті з відстані приблизно п'яти метрів націлив рушницю на 16-річного працівника на ім'я Джон Арнольд. Помічник менеджера Гільєрмо Флорес вигукнув: «Джоне, цей хлопець збирається в тебе стріляти!» За словами Арнольда, коли Г'юберті натиснув на спусковий гачок, пострілу не відбулося. Коли Г'юберті оглядав свою зброю, до стійки ресторану підійшла менеджер ресторану, 22-річна Нева Кей, а Арнольд, вважаючи, що цей інцидент був поганим жартом, почав відходити від нападника. Г'юберті вистрілив з рушниці у стелю, потім націлив «Узі» на Кейн і вистрілив один раз, влучивши їй під ліве око. Кейн померла через кілька хвилин.
Застреливши Кейн, Г'юберті відразу ж вистрілив з рушниці в Арнольда, поранивши хлопця в груди та руку, а потім вигукнув щось на кшталт «Всі на землю!». Він назвав усіх присутніх у ресторані «брудними свинями, в'єтнамськими покидьками», а потім заявив, що «убив тисячу» і що має намір «вбити ще тисячу». Один з клієнтів, 25-річний Віктор Рівера, спробував переконати Г'юберті більше ні в кого не стріляти. У відповідь Г'юберті чотирнадцять разів вистрілив у Ріверу, крикнувши кілька разів при цьому «заткнися!».
Коли персонал і клієнти намагалися сховатися під столиками, Г'юберті звернув увагу на шістьох жінок і дітей, які збилися разом. Спочатку він убив 19-річну Марію Кольменеро-Сільва одним пострілом у груди, а потім смертельно поранив дев'ятирічну Клаудію Перес у живіт, щоку, ноги, груди, спину, пахву та голову з «Узі». Після цього він поранив 15-річну сестру Перес Імельду у руку з тієї ж зброї та вистрілив в 11-річну Аврору Пенью з рушниці. Пенья, спочатку поранена в ногу, була прикрита її вагітною тіткою, 18-річною Джекі Рейес. Г'юберті вистрілив у Рейєс з «Узі» 48 разів. Біля тіла матері почав кричати восьмимісячний Карлос Рейес, і Г'юберті убив немовля одним пострілом з пістолета в центр спини.
Потім Г'юберті застрелив 62-річного далекобійника на ім'я Лоуренс Верслюйс і націлився на подружжя біля ігрової зони ресторану, яке намагалося прикрити своїми тілами свого сина та його друга. Тридцятиоднорічна Блайт Ріган Еррера прикривала свого 11-річного сина Матао під одним зі столів, а її чоловік Рональд захищав друга сина, 12-річного Кіта Томаса, під столом прямо навпроти них. Рональд Еррера закликав Томаса не рухатися, закриваючи хлопчика своїм тілом. Томас був поранений у плече, руку, зап'ястя та лівий лікоть, але ці поранення не були серйозними; Рональд Еррера отримав шість пострілів у живіт, груди, руку, стегно, плече та голову, але вижив; його дружина Блайт і син Матао були вбиті численними пострілами в голову.
Поруч троє жінок також намагалися сховатися під столом. Двадцятичотирирічна Гвадалупе дель Ріо лежала біля стіни; її захищали її друзі, 25-річна Глорія Рамірес і 31-річна Арісделсі Вуельвас Варгас. Дель Ріо отримала кілька поранень, хоча й не серйозних, Рамірес не постраждала, тоді як Варгас отримала одне вогнепальне поранення в потилицю. Вона померла від рани наступного дня, ставши єдиною смертельно пораненою під час цих подій людиною, яка прожила достатньо довго, щоб бути доставленою до лікарні. Після цього Г'юберті вбив 45-річного банкіра Уго Веласкеса Васкеса одним пострілом у груди.
Перший із багатьох дзвінків до екстрених служб було зроблено невдовзі після 16:00. Диспетчер помилково направив поліціянтів до іншого McDonald's, що знаходився у трьох кілометрах від ресторану, де відбувалася стрілянина. Ця помилка призвела до того, що дороги було перекрито з запізненням, і єдині попередження цивільним особам, які прямували до ресторану, були зроблені перехожими. Невдовзі після 16:00 на стоянку ресторану приїхала молода жінка на ім'я Лідія Флорес. Зупинившись біля віконця з продуктами, вона помітила розбиті вікна та звуки пострілів, а потім побачила і вбивцю. Флорес поїхала заднім ходом, поки не врізалася в огорожу, після чого ховалася в кущах зі своєю дворічною дочкою Мелісою, поки не закінчилася стрілянина.
Приблизно о 16:05 до однієї з зон обслуговування ресторану приїхала мексиканська родина — Астольфо та Марісела Фелікси з чотиримісячною дочкою Карлітою. Помітивши розбите скло, Астольфо спочатку припустив, що тут триває ремонт, а Г'юберті, який крокував до автомобіля, він прийняв за ремонтника. Г'юберті обстріляв їх із рушниці та «Узі», вразивши Маріселу в обличчя, руки та груди; внаслідок поранень вона осліпла на одне око, а одна її рука назавжди лишилася непридатною. Маленька Карліта отримала важкі поранення в шию, груди та живіт, а Астольфо був поранений у груди та голову. Коли Астольфо та Марісела, хитаючись, відійшли з лінії вогню Г'юберті, Астольфо передав дитину молодій жінці на ім'я Лусія Веласко. Вона терміново відвезла дитину до лікарні поблизу, а її чоловік допоміг Астольфо та Маріселі зайти в сусідню будівлю. Усі три члени родини Феліксів вижили.
Згодом на західну стоянку заїхали троє 11-річних хлопчиків на своїх велосипедах BMX, і Г'юберті обстріляв їх з рушниці та «Узі». Джошуа Коулмен упав на землю, отримавши важкі поранення в спину, руку та ногу; Омарр Алонсо Ернандес отримав кілька поранень у спину, Девід Флорес Дельгадо — у голову. Коулмен вижив; Ернандес і Дельгадо загинули на місці. Потім Г'юберті помітив літнє подружжя — 74-річного Мігеля Вікторію Уллоа та 69-річну Аїду Веласкес Вікторію, які наближалися до входу. Коли Мігель потягнувся, щоб відкрити двері перед своєю дружиною, Г'юберті вистрілив з рушниці, убивши Аїду пострілом в обличчя та поранивши Мігеля. Один зі свідків, Оскар Мондрагон, пізніше повідомив, що спостерігав, як Мігель тримає свою дружину на руках і витирає кров з її обличчя, вигукуючи прокляття на адресу Г'юберті, який потім підійшов до дверей, вилаявся на Мігеля і убив його пострілом у голову.

### Втручання поліції
Приблизно через десять хвилин після першого дзвінка до екстреної служби поліція прибула до потрібного ресторану McDonald's. Перший офіцер, який прибув на місце події, Мігель Росаріо, швидко визначив місце та характер подій і передав цю інформацію в департамент поліції Сан-Дієго, коли Г'юберті обстріляв його патрульну машину. Поліція негайно перекрила територію в шести кварталах від місця стрілянини, створила командний пункт у двох кварталах від ресторану та розгорнула 175 офіцерів у численних стратегічних точках. Протягом години до цих офіцерів приєдналися кілька спецпризначенців, які також зайняли позиції навколо ресторану.
Оскільки Г'юберті швидко стріляв і чергував вогнепальну зброю, поліція спочатку не зрозуміла, скільки злочинців перебуває в ресторані. Крім того, більшість вікон ресторану було розбито вогнепальною стріляниною, і відблиски від осколків скла ускладнювали спроби роздивитися, що відбувається всередині ресторану. Спочатку поліція була стурбована тим, що злочинці можуть тримати заручників, хоча одна особа, яка змогла втекти з ресторану, повідомила поліцію, що в приміщенні присутній лише один озброєний чоловік, який не брав заручників і просто стріляв у всіх навколо. О 17:05 усім працівникам правоохоронних органів було дозволено ліквідувати злочинця при першій же змозі.
Пізніше кілька вцілілих повідомили, що Г'юберті підійшов до стійки обслуговування та почав переключати станції на портативному радіоприймачі, можливо, шукаючи новини про свій злочин, потім обрав музичну станцію та продовжив стріляти в людей, танцюючи під музику. Невдовзі після цього Г'юберті обшукав кухню, виявивши шістьох працівників і вигукнув: «А, ось ще є. Ховаєтеся від мене, виродки!» Одна із співробітниць закричала іспанською: «Не вбивайте мене! Не вбивайте мене!» Г'юберті відкрив вогонь, убивши 21-річну Пауліну Лопес, 19-річну Ельзу Борбоа-Фієрро і 18-річну Маргариту Паділью, а також важко поранивши 17-річного Альберта Леоса. Безпосередньо перед тим, як Г'юберті почав стріляти, Паділья схопила за руку свою подругу та колегу, 17-річну Венді Фланаган, і вони спробували втекти. Паділья була смертельно поранена, але Фланаган, четверо інших співробітників і клієнтка з немовлям сховалися в підвальному підсобному приміщенні. Пізніше до них приєднався Леос, який доповз до підсобного приміщення, хоча отримав п'ять поранень.
Коли поблизу проїхала пожежна машина, Г'юберті обстріляв її, легко поранивши одного пасажира. Почувши поруч стогін пораненого підлітка, 19-річного Хосе Переса, Г'юберті добив його пострілом у голову. У якийсь момент Аврора Пенья, яка лежала поранена поряд зі своєю мертвою тіткою, двоюрідною сестрою та двома друзями, помітила затишшя у вогні. Розплющивши очі, вона побачила неподалік Г'юберті, який дивився в її бік. Він вилаявся та кинув у дівчину пакетик із картоплею фрі, потім вистрілив їй в руку, шию та щелепу. Аврора Пенья вижила, хоча залишалася в лікарні довше, ніж будь-хто з інших вцілілих.

### Розв'язка інциденту
О 17:17 Г'юберті підійшов до дверей біля вікна ресторану і потрапив у приціл 27-річного поліцейського снайпера на ім'я Чарльз Фостер, який розташувався на даху будинку поштового відділення прямо навпроти ресторану. Фостер зробив один постріл з відстані приблизно 30 метрів, куля потрапила в грудну клітку Г'юберті, пробила його аорту прямо під серцем і вийшла через хребет, залишивши вихідну рану розміром 6 см2. Злочинець впав і майже миттєво помер.
Тим не менш, поліція не була повністю впевнена, що вбитий злочинець був єдиним. Увійшовши в ресторан приблизно через хвилину, сержант поліції помітив рухи пораненої дівчини. На запитання, чи був загиблий чоловік єдиним злочинцем, дівчина кивнула головою.
Весь інцидент тривав 77 хвилин. За цей час Г'юберті зробив щонайменше 257 пострілів, убивши 20 людей і поранивши стільки ж інших, одна з яких померла наступного дня у лікарні. Сімнадцять із жертв були вбиті в ресторані, четверо — у безпосередній близькості. Лише 10 осіб у ресторані залишилися неушкодженими, з них шестеро сховалися в підвальному підсобному приміщенні.
Серед загиблих 13 померли від вогнепальних поранень у голову, семеро — від вогнепальних поранень у груди, а одна жертва, восьмимісячний Карлос Рейес, від пострілу в спину кулею калібру 9 мм. Жертви, чий вік коливався від чотирьох місяців до 74 років, були переважно, але не виключно, мексиканського або мексикансько-американського походження, що відповідає місцевій демографії.
Перед тим, як застрелити кількох своїх жертв, Г'юберті вигукував на їх адресу звинувачення або образи. Одного разу він також кричав, що сам не заслуговує на життя. Хоча під час стрілянини Губерті неодноразово стверджував, що є ветераном війни у В'єтнамі, насправді він навіть ніколи не служив в армії.
У перших звітах, опублікованих департаментом поліції Сан-Дієго після бійні, було зазначено, що всі поранені або вбиті в ресторані були застрелені Г'юберті в перші хвилини після того, як він уперше увійшов до ресторану. Це твердження було гаряче заперечено тими, хто вижив: вони заявили, що Г'юберті розстрілював як поранених, так і непоранених людей протягом 40 хвилин після того, як він уперше відкрив вогонь.

## Злочинець

### Раннє життя
Джеймс Олівер Г'юберті (11 жовтня 1942 — 18 липня 1984) народився в Кантоні, штат Огайо, другим із двох дітей. Батько — Ерл Вінсент Г'юберті (1911—2008), інспектор з якості, мати — Айкл Евалон Г'юберті (1913—1992), домогосподарка. Батьки були релігійними, родина регулярно відвідувала місцеву методистську церкву.
В віці трьох років Г'юберті заразився поліомієлітом, внаслідок чого був змушений носити фіксатори на обох ногах. Поступово він одужав від цієї недуги, але страждав від легкої кульгавості до кінця життя.
У 1950 році Ерл Г'юберті придбав ферму площею 63 гектари в Маунт-Ітон. Айкл відмовилася жити в сільській місцевості і невдовзі після цього покинула сім'ю, щоб проповідувати як п'ятидесятницька місіонерка в Тусоні, штат Аризона. Цей вчинок матері став значною емоційною травмою для сина.
Г'юберті був похмурою дитиною, мав мало друзів, і його головним інтересом була стрільба. У підлітковому віці він був кимось на зразок зброяра-любителя. Через кульгавість, екстремальні релігійні переконання родини та небажання спілкуватися з однолітками Г'юберті часто ставав жертвою хуліганів у школі.

### Освіта, робота і сімейне життя
У 1962 році Г'юберті вступив до коледжу Мелоун, де вивчав соціологію, а потім вибрав навчання в Піттсбурзькому інституті моргів, який з відзнакою закінчив у 1964, отримавши ліцензію організатора похорон, а наступного року — ліцензію бальзамувальника.
На початку 1965 року він одружився з Етною Маркленд, з якою познайомився під час навчання в коледжі. Незабаром після одруження Г'юберті отримав роботу в похоронному бюро в Кантоні, але, незважаючи на досвід у сфері бальзамування, інтровертна особистість Губерті робила його непридатним для спілкування з представниками громадськості і призводила до конфліктів з начальством. Пропрацювавши тут два роки, він вирішив стати зварювальником у компанії Babcock & Wilcox в Луїсвіллі. Незважаючи на замкнутість і мовчазність, роботодавці вважали його надійним працівником. Він охоче брав понаднормову роботу, отримав підвищення і до середини 1970-х років мав стабільний і пристойний заробіток. Згодом вони з дружиною переїхали до триповерхового будинку в заможному районі Массіллона, штат Огайо. У 1972 і 1974 роках у них народилися дочки Зелія і Кассандра, відповідно.

### Характер
Г'юберті був схильний до домашнього насильства, часто бив дружину і дітей та навіть погрожував їм ножем. Одного разу Етна подала скаргу до Департаменту дітей та сім'ї Кантону, вказавши, що її чоловік пошкодив їй щелепу, хоча пізніше вона наполягала що хоча він неодноразово їй погрожував, вдарив її він лише один раз. Починаючи з 1976 року, Етна неодноразово намагалася переконати свого чоловіка звернутися за консультацією до лікарів, щоб зменшити вплив стресу, але він відмовлявся. Етна доклала великих зусиль, щоб звести до мінімуму будь-яку можливість хвилювати свого чоловіка. Також вона переконала його, що вміє ворожити на картах. Даючи утішні прогнози при ворожінні, їй вдавалося заспокоювати його, і він зазвичай дотримувався отриманих при цьому від неї порад.
За словами сусідів і колег, Г'юберті був похмурою, мстивою та дещо параноїдною людиною, одержимою вогнепальною зброєю. Час від часу він мстився за будь-яку реальну чи гадану несправедливість, а конфлікти з сусідами одного разу призвели до його затримання за звинуваченням у хуліганстві. Відомо, що одного разу він сказав батькові двох дівчат, з якими він заохочував своїх дочок битися через конфлікт між дітьми: «Я вірю в сплату своїх боргів. І хороших, і поганих».
Г'юберті вірив у теорії змови, називав себе виживальником і вважав, що ескалація холодної війни є неминучою, і що зрештою це призведе до розпаду суспільства через економічний колапс або ядерну війну. З метою пережити цю кризу він створив у будинку запаси продуктів тривалого зберігання і зброї. За словами одного знайомого сім'ї на ім'я Джим Аслейнс, зброї Г'юберті мав стільки, що де б він не знаходився у своєму будинку, він міг «просто простягнути руку та взяти якийсь пістолет». Зброю він тримав завжди зарядженою і зі знятим запобіжником.

### Останні роки
У листопаді 1982 року Г'юберті звільнили з роботи зварювальника, і він впав у відчай через жахливе фінансове становище та загальну неспроможність забезпечити свою сім'ю. За словами одного зі співробітників, вже тоді Г'юберті казав, що має намір покінчити життя самогубством і «прихопити всіх із собою». За словами Етни, незабаром після того, як її чоловік залишився без роботи, він почав «чути голоси». На початку 1983 року Г'юберті приставив заряджений пістолет собі до скроні, погрожуючи покінчити життя самогубством, але дружина успішно відмовила його. Пізніше він зауважив їй: «Ти мала дозволити мені застрелитися».
Не маючи можливості знайти тривалу роботу в Огайо, Джеймс і Етна Г'юберті навесні 1983 року продали будинок. Згодом Г'юберті та одна з його дочок постраждали в ДТП, після чого він помітив посилення болю в шиї, від якого страждав з дитинства, а також відзначив періодичне нервове тремтіння в руках.
В жовтні 1983 родина переїхала до Тіхуани в Мексиці. Г'юберті залишив в Огайо усе майно, окрім найнеобхіднішого, але привіз із собою свою величезну колекцію зброї та боєприпасів. Відповідно до опублікованих свідчень, дружина та доньки Г'юберті прийняли своє нове оточення та були дружніми зі своїми сусідами, але сам Г'юберті, який погано говорив іспанською, лишався похмурим і мовчазним. Не знайшовши роботу в Тіхуані, Г'юберті швидко пошкодував про своє рішення переїхати до Мексики, і протягом трьох місяців родина перебралася назад у США, до Сан-Ісідро, бідного району Сан-Дієго, населення якого у 1984 році становило 13 000 осіб.
У Сан-Ісідро Г'юберті жили на орендованій квартирі. Той факт, що його родина була єдиною англо-американською в цьому житловому комплексі, дратував Г'юберті, який особливо грубо ставився до своїх сусідів. Він влаштувався на роботу в охоронну фірму, але 10 липня його було звільнено з посади: роботодавці повідомили, що причинами його звільнення були його низька продуктивність і загальна фізична нестабільність.

## Наслідки
Наступного дня після бійні репортери відвідали батька Джеймса Г'юберті в Маунт-Ітоні, штат Огайо, щоб отримати додаткову інформацію про його сина. Обговорюючи дитинство сина та релігійні переконання сім'ї, Ерл Г'юберті вказав на картину із загубленою вівцею біля річки Йордан, а потім почав плакати, сказавши журналістам: «Вчора був найгірший день у моєму житті. Мені дуже шкода цих людей».
McDonald's на кілька днів призупинив усю свою рекламу на телебаченні і по радіо телевізійні та радіореклами протягом кількох днів після різанини. На знак солідарності головний конкурент McDonald's — мережа швидкого харчування Burger King — також тимчасово призупинила всю свою рекламу.
Тіло Г'юберті було кремовано 23 липня 1984 року. Офіційна релігійна служба не проводилася. Його прах було передано його вдові, а пізніше поховано в його рідному штаті Огайо. Через численні погрози протягом кількох тижнів після стрілянини дружина і дочки Г'юберті були змушені тимчасово проживати у друга сім'ї, а згодом переїхали з Сан-Ісідро в Чула-Віста, де Зелія та Кассандра ходили до школи під вигаданими іменами. Через рік родина переїхала до Спрінг-Веллі.
Через велику кількість загиблих місцевим похоронним бюро довелося використовувати громадський центр Сан-Ісідро, щоб провести поминки за кожною жертвою. Місцева церква на горі Кармель була змушена проводити похоронні меси одну за одною, щоб кожен із загиблих міг бути похований вчасно.
Кілька поліцейських, які прибули на місце злочину, протягом кількох місяців після інциденту страждали від безсоння, втрати пам'яті та почуття провини. Дослідження, проведене на замовлення Національного інституту психічного здоров'я головним психологом департаменту поліції Сан-Дієго в 1985 році, прийшло до висновку, що в результаті інциденту кілька офіцерів постраждали від посттравматичного стресового розладу.
Трагедія спонукала керівництво міста Сан-Дієго переглянути тактичні методи реагування на інциденти такого характеру і вогнепальну зброю поліціянтів. Департамент поліції посилив навчання для спеціальних підрозділів і придбав більш потужну вогнепальну зброю, щоб краще озброїти правоохоронні органи для реагування на сценарії такого масштабу.
2 серпня начальник поліції Сан-Дієго Вільям Колендар провів пресконференцію, на якій оприлюднив результати розслідування Департаментом поліції Сан-Дієго їхньої реакції на злочин і того факту, що між прибуттям на місце події першого поліцейського і знищенням Г'юберті минуло цілих 73 хвилини. Результати цього внутрішнього розслідування показали, що хоча прибуття спецпризначенців було затримано через дорожній рух у годину пік, поліція діяла належним чином згідно зі своїми методами реагування. Колендар назвав безглуздими припущення, що поліція могла штурмувати ресторан, додавши, що поліцейські не мали змоги чітко бачити стрілка, оскільки вікна були у «павутинні» через кульові отвори, що ускладнювало видимість під прямими сонячними променями. Він також наголосив, що восьмихвилинна затримка між дозволом на ліквідацію Г'юберті та його знищенням не вплинула на остаточну кількість загиблих. Колендар закінчив свій звіт, заявивши: «Я вважаю, що операція була проведена належним чином». Відповідаючи на питання про справжні мотиви злочину Г'юберті, Колендар відкинув припущення про расистські мотиви убивств, повідомивши журналістам: «Він не любив взагалі нікого».
Протягом двох днів після бійні ресторан було відремонтовано. Його планувалося знову відкрити для роботи, але після обговорень між лідерами громади та керівництвом McDonald's 24 липня було прийнято рішення про те, що цей ресторан більше не відкриватиметься. Відремонтовану будівлю було знесено в ніч на 26 вересня. Після закриття та знесення ресторану McDonald's пожертвував цю землю місту з умовою, що тут більше не будуватиметься ніякий ресторан. Понад чотири роки розглядалися альтернативні плани перетворити цю територію або на меморіальний парк, або на храм у пам'ять про загиблих. Зрештою землю було продано в лютому 1988 року Південно-Західному коледжу за 136 000 доларів США за домовленістю про те, що територію площею 28 м2 він відведе під постійний меморіал.
Пізніше McDonald's побудував ще один ресторан за два квартали від місця трагедії на бульварі Вест-Сан-Ісідро. Мережа ресторанів також зобов'язалася пожертвувати 1 мільйон доларів у фонд допомоги жертвам цієї трагедії, а вдова засновника McDonald's Рея Крока також додала особистий внесок у розмірі 100 000 доларів США. Загальна сума пожертвувань, отриманих цим фондом, перевищила 1,4 мільйона доларів. Попри стихійні протести деяких мешканців Сан-Ісідро та жертводавців, Етна Г'юберті також отримала виплату з цього фонду.
Меморіал у пам'ять про загиблих був офіційно відкритий у 1990 році. Він складається з 21 шестикутної білої мармурової колони висотою 1–6 футів (0,30–1,83 м), кожна з яких несе ім'я однієї з жертв. Скульптура була розроблена колишнім студентом Південно-Західного коледжу на ім'я Роберто Вальдес. Кожну річницю трагедії цей пам'ятник прикрашають квітами, а люди мексиканського походження також приносять сюди пожертви на честь загиблих у День мертвих.
Кілька членів сімей загиблих разом із тими, хто вижив після стрілянини, подали позови проти McDonald's і департаменту поліції Сан-Дієго. Ці позови були розглянуті у Верховному суді округу Сан-Дієго та відхилені. 25 липня 1987 року Апеляційний суд Каліфорнії підтвердив це рішення, постановивши, що McDonald's чи будь-яка інша компанія не зобов'язана захищати відвідувачів від непередбачуваного нападу божевільного вбивці, а також визнав, що McDonald's запровадив заходи безпеки, які зазвичай застосовуються в ресторанах для стримування злочинців, але охорона та камери спостереження ніяк не могли стримати злочинця, оскільки він не піклувався про власне виживання. Поліцейський департамент Сан-Дієго також був виправданий від звинувачень у недбалості.
У липні 1986 року Етна Г'юберті подала цивільний позов як проти McDonald's, так і проти колишнього роботодавця свого чоловіка у Babcock & Wilcox, вимагаючи відшкодування збитків у розмірі 5 мільйонів доларів і стверджуючи, що злочини її чоловіка були спровоковані поєднанням поганої дієти та багаторічної роботи із сильно отруйними металами без належного захисту. У позові йшлося про виявлення в тілі Г'юберті під час його розтину високих рівнів свинцю та кадмію, що, швидше за все, накопичилися через постійний вплив парів, які він вдихав протягом 13 років, коли працював зварювальником без достатнього захисту органів дихання. Також стверджувалося, що комбінація впливу цих хімічних речовин із високим рівнем глутамату натрію в їжі з McDonald's, яку він регулярно вживав, призвела до марення та неконтрольованого гніву. Цей позов було відхилено в 1987 році. В 2003 Етна Г'юберті померла від раку молочної залози.